# Вірус імунодефіциту мавп
Вірус імунодефіциту мавп, ВІМ (Simian immunodeficiency virus, SIVs) — вид вірусів родини Ретровіруси (Retroviridae). Поширений в Африці, паразитує у приматах. Відомо близько 45 видів мавп-носіїв вірусу. Згідно з поширеною теорією, ВІМ є предком вірусу імунодефіциту людини. ВІМ не дає суттєвого патогенного впливу на своїх господарів.
Докладний генетичний аналіз ДНК ізольованої популяції мавп з острова Біоко, що не мають зв'язків з материком, довів, що розвиток різних модифікацій ВІМ відбувається як мінімум 32-75 тисяч років. На думку вчених, ймовірно, вперше ВІМ з'явився більше мільйона років тому.

## Опис
Віріон трохи плеоморфний; сферичний; 80-100 нм в діаметрі. Шипи на поверхні близько 8 нм завдовжки; рівномірно розподілені по всій поверхні. Ядром нуклеокапсида є ізометричне ядро. Нуклеоїд концентричний і стовбуровий, або у вигляді вкороченого конуса.